# P級駆逐艦
P級駆逐艦（英語: P-class destroyer）はイギリス海軍の駆逐艦の艦級。1940年度戦時予算に基づく第2次戦時急造艦隊として8隻が建造され、1941年から1942年にかけて順次に就役した。第二次世界大戦において船団護衛を務めたほか、大戦を生き抜いた「パラディン」と「ペタード」は1950年代に16型フリゲートへ改装された。

## 来歴
第二次世界大戦の勃発を受けてイギリス海軍は戦時緊急計画を発動し、まず1939年9月3日、第1陣としてO級が発注された。そして10月2日、第2陣として発注されたのが本級である。
当初計画ではO級の一部となる予定だったが、建造途上の1941年1月、45口径10.2cm単装高角砲（QF 4インチ砲Mk.V）5基を搭載するように変更されることになり、これにあわせて、"O"を冠した艦名から"P"を冠した艦名へと改名された。この改設計は工期に影響を与えない予定だったが、「オンスロー」から改名した「パケナム」は5週間、「オンスロート」から改名した「パスファインダー」は4週間の遅延となった。

## 設計
上記の経緯より、設計はO級の小改正型、すなわちJ級の派生型であり、単煙突・船首楼型という船型も同様である。機関も同様で、アドミラルティ式3胴型水管ボイラー（圧力300 lbf/in2 (21 kgf/cm2)、温度326.7℃）、パーソンズ式オール・ギヤード・タービンによる2軸推進、出力40,000馬力である。ただし本級では、配管系の配置に改良が加えられた。
一方、上記の経緯から、艦砲は45口径10.2cm単装高角砲（QF 4インチ砲Mk.V）5基に変更された。このため、O級で搭載されていた後部魚雷発射管は省かれて、対艦兵器は21インチ4連装魚雷発射管1基のみとなった。ただし「ピタード」と「パスファインダー」では10.2cm単装高角砲4基として、4連装魚雷発射管2基を搭載するように変更されて竣工した。また1945年初頭、「ピタード」では、10.2cm単装高角砲を全て撤去するかわりに45口径10.2cm連装高角砲（QF 4インチ砲Mk.XVI）2基を搭載した。射撃指揮装置はO級と同様で、285型レーダーを備えたMk.V**方位盤と、対空用のFKC（Fuze Keeping Clock）射撃盤と対水上用のFCB（Fire Control Box）射撃盤の組み合わせとされた。
近距離用の対空兵器としては、当初はJ級と同様に39口径40mm4連装機銃（QF 2ポンド・ポンポン砲）1基と62口径12.7mm4連装機銃2基を搭載する予定であった。しかしいずれも防空力としては不十分だったため大戦中に撤去され、1944年1月の時点では、70口径20mm機銃の連装・単装銃架2基ずつが標準的な装備となっていた。また「ピタード」と「ポークパイン」では、70口径20mm機銃の搭載までの間、高速魚雷艇と同型の62口径12.7mm連装機銃が搭載された。

## 同型艦
| #        | 艦名                            | 造船所                         | 就役            | その後 |
| -------- | ------------------------------- | ------------------------------ | --------------- | --- |
| G06      | パケナム HMS Pakenham ※嚮導艦   | ホーソン・レスリー             | 1942年 2月4日   | 1943年4月16日、チーニョ船団の戦いにおいてイタリア海軍水雷艇「チーニョ」、「カシオペア」と交戦後、処分。                                                                                                   |
| G69 F169 | パラディン HMS Paladin          | ジョン・ブラウン               | 1941年 12月     | 1945年11月に予備役編入。1954年に16型フリゲートへ改装。 1961年6月に退役。1962年に解体。 |
| G41      | パンサー HMS Panther            | フェアフィールド               | 1941年 12月12日 | 1943年10月9日、エーゲ海のスカルパント海峡でドイツ空軍のJu 87急降下爆撃機の攻撃により撃沈。 |
| G30      | パートリッジ HMS Partridge      | フェアフィールド               | 1942年 2月22日  | 1942年12月18日、地中海のオラン西方沖においてドイツ海軍のVIIC型Uボート「U-565」の雷撃により撃沈。 |
| G10      | パスファインダー HMS Pathfinder | ホーソン・レスリー             | 1942年 8月13日  | 1945年2月11日、ラムリー島の戦いにおいて日本陸軍航空部隊飛行第64戦隊の一式戦「隼」2機の急降下爆撃により大破。 本国帰還後予備役編入、1948年に解体。                                                         |
| G77      | ペン HMS Penn                   | ヴィッカース・アームストロング | 1942年 2月10日  | 1950年に解体 |
| G56 F56  | ペタード HMS Petard             | ヴィッカース・アームストロング | 1942年 6月15日  | 1946年9月に予備役編入。1953年に16型フリゲートへ改装。 1964年5月に退役。1967年に解体 |
| G93      | ポーキュパイン HMS Porcupine    | ヴィッカース・アームストロング | 1942年 8月31日  | 1942年11月11日、ジブラルタルの東130km沖で、ドイツ海軍のVIIC型Uボート「U380」の雷撃により大破。 船体は前後に分割の上「ポーク(HMS Pork)及び「パイン(HMS Pine)」として宿泊艦として再利用の後、1947年に解体。 |